# Timmiella crassinervis
Timmiella crassinervis är en bladmossart som beskrevs av L. F. Koch 1950. Timmiella crassinervis ingår i släktet Timmiella och familjen Pottiaceae. Inga underarter finns listade i Catalogue of Life.